# ویتینگن
شهر ویتینگن (به آلمانی: Wittingen) در ایالت نیدرزاکسن در کشور آلمان واقع شده‌است.